# Макдауэлл, Ирвин
Макда́уэлл, И́рвин (англ. Irvin McDowell; 15 октября 1818, Колумбус — 4 мая 1885, Сан-Франциско, Калифорния) — американский военный деятель, генерал-майор регулярной армии США, известный в основном своим поражением в первой крупной битве Гражданской войны — Первом сражении при Булл-Ране.

## Биография
Ирвин Макдауэлл родился в Коламбусе, штат Огайо, но образование получил во Франции. Вернувшись на родину, он поступил в Военную академию в Вест-Пойнте. Он закончил её 23-м по успеваемости в выпуске 1838 года и был направлен в 1-й артиллерийский полк во временном звании второго лейтенанта (Через 7 дней его временное звание стало постоянным). Примечательно, что одним из однокашников Макдауэлла был Пьер Борегар, его будущий противник в Первом сражении при Булл-Ране.
Прослужив три года на фронтире, Макдауэлл вернулся вв Вест-Пойнте и с 1841 по 1845 год преподавал там пехотную тактику. 7 октября 1842 года получил звание первого лейтенанта. Когда началась война с Мексикой, он стал адъютантом при генерале Джоне Вуле и был временно повышен до звания капитана за храбрость в сражении при Буэна-Виста. В мае 1847 года Макдауэлл был переведен на штабную работу и до начала гражданской войны служил в различных штабах и департаментах. В 1856 году получил временное звание майора.

## Гражданская война
Когда началась Гражданская война, Макдауэлл был произведен в бригадные генералы добровольческой армии (14 мая 1861 года) и назначен командующим Армией северо-восточной Вирджинии, хотя никогда до этого не командовал войсками. Такое назначение он получил не без протекции своего наставника, тогдашнего Министра финансов США. Макдауэлл прекрасно понимал, что его армия неопытна и не готова к серьёзным боевым действиям, но руководство США, в том числе и Президент Авраам Линкольн, требовали от него незамедлительного наступления на столицу Конфедерации, город Ричмонд. Это поспешное наступление закончилось Сражением при Булл-Ране, в котором его неподготовленные войска были не в состоянии эффективно выполнять свои задачи, что привело в итоге к постыдному бегству всей его армии с поля боя.
После поражения у Булл-Рана Правительство США организовало для защиты Вашингтона новую армию под командованием генерала Макклеллана. Макдауэлл командовал одной из дивизий в этой армии, но вскоре был повышен и получил в распоряжение целый корпус. Его корпус оставался в тылу для защиты Вашингтона и предполагалось, что он должен был прийти на помощь основным силам армии Макклеллана в решающий момент. Однако, руководство США так и не решилось бросить его 40000 солдат в бой, боясь оставить Вашингтон беззащитным.
14 мая 1862 года Макдауэлл получил звание генерал-майора добровольческой армии.
Летом 1862 года три отдельных корпуса генералов Макдауэлла, Фримонта и Бэнкса были объединены в Вирджинскую армию под командованием генерал-майора Джона Поупа. В августе того же года эта армия была разбита Южанами во Втором сражении при Булл-Ране и Макдауэлл стал одним из главных обвиняемых в поражении. Ему удалось уйти от ответственности, свалив всю свою часть вины на Фитц-Джона Портера, которого впоследствии отдали под трибунал за невыполнение приказа. Но, даже несмотря на формальную невиновность, Макдауэлл был отстранен от командования войсками до самого конца войны.

## Послевоенная деятельность
В июле 1864 года его назначили командующим Тихоокеанским военным округом. Впоследствии он командовал военным округом Калифорнии и Западным военным округом. 25 ноября 1872 года он получил звание генерал-майора регулярной армии, а в 1882 году ушел в отставку. Занимал гражданские должности в Сан-Франциско, где и скончался в 1885 году.